# Bark at the Moon (chanson)
Cet article concerne la chanson d'Ozzy Osbourne. Pour l'album du même chanteur, voir Bark at the Moon.
Singles de Ozzy Osbourne
Children of the Grave
(1983) So Tired
(1983)
Bark at the Moon est une chanson d'Ozzy Osbourne apparue sur l'album Bark at the Moon. 

## Composition
Les paroles racontent l'histoire d'une bête qui revient à la vie et cherche vengeance. Paroles et musique, créditées officiellement au seul Ozzy Osbourne, apparaissent en réalité créées en collaboration avec Jake E. Lee et Bob Daisley, qui ont participé activement à l'écriture du reste de l'album.   

## Clip
Le clip évolue autour du thème de Dr Jekyll et Mr Hyde, bien que les paroles de la chanson ne s'y rapportent pas. Le vidéo-clip tourné pour la vidéo live The Ultimate Ozzy (1986) diffère quelque peu du vidéo-clip original de 1983.

## Accueil
La chanson occupe à son plus haut lors de sa sortie la 21e position de l'UK Singles Chart et la 12e du Mainstream Rock Tracks aux États-Unis.
Elle est considérée comme une des meilleures d'Ozzy Osbourne, la critique louant particulièrement les parties de guitare de Jake E. Lee ainsi que l'ambiance générale de la chanson,,,.

## Personnel
- Ozzy Osbourne - chant
- Jake E. Lee - guitare
- Bob Daisley - basse
- Tommy Aldridge - batterie
- Don Airey - claviers

## Dans la culture
La chanson est présente dans les jeux vidéo Grand Theft Auto: Vice City, Guitar Hero et Guitar Hero: Smash Hits.

## Titres

### Version américaine par CBS
1. Bark at the Moon
2. Spiders

### Version 12"
1. Bark at the Moon
2. One Up the "B" Side
3. Slow Down

### Version normale
1. Bark at the Moon
2. One Up the "B" Side